# Sigmund Ignaz von Wolkenstein-Trostburg
Sigmund Ignaz, comte von Wolkenstein-Trostburg (1644 - 22 décembre 1696, Innsbruck), est un prélat catholique allemand, prince-évêque de Chiemsee de 1687 à sa mort.

## Sources
- Constantin von Wurzbach, « Wolkenstein, Siegmund Ignaz Graf », in Biographisches Lexikon des Kaiserthums Oesterreich, 1889
- Erwin Naimer, « Wolkenstein-Trostburg, Sigmund Ignaz Reichsgraf von (um 1644–1696) », in : Erwin Gatz, Die Bischöfe des Heiligen Römischen Reiches 1648−1803
- Notices d'autorité :   - VIAF
  - GND
- Ressource relative à la religion :   - Catholic Hierarchy
- Notice dans un dictionnaire ou une encyclopédie généraliste :   - Deutsche Biographie